# Dornase alfa

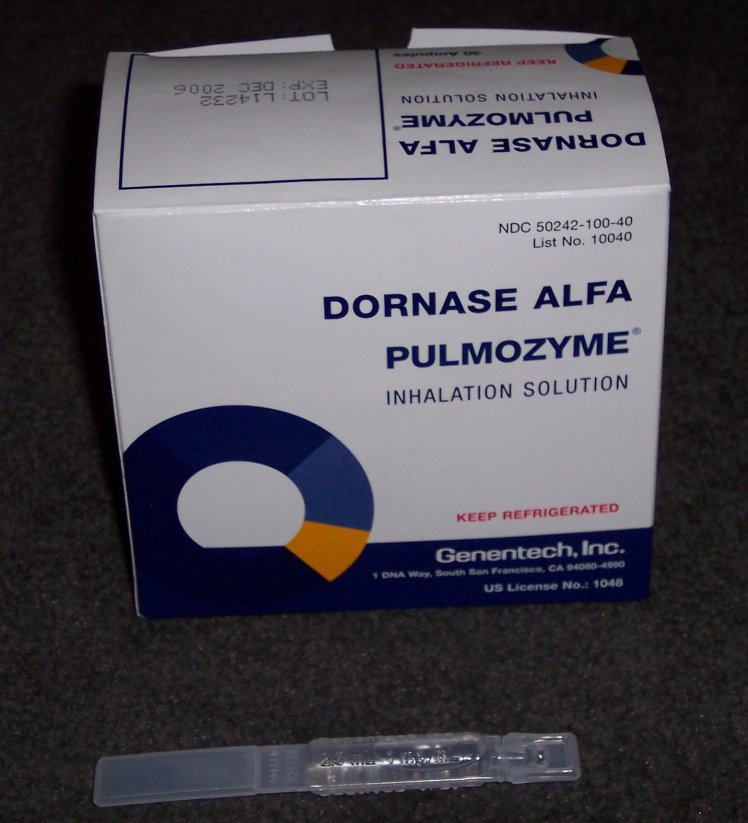
Một hộp Pulmozyme

Dornase alfa (tên độc quyền Pulmozyme từ Genentech) là một giải pháp tinh chế cao của deoxyribonuclease tái tổ hợp của con người (rhDNase), một loại enzyme có thể chọn lọc DNA. Dornase alfa thủy phân DNA có trong đờm / chất nhầy của bệnh nhân xơ nang và làm giảm độ nhớt trong phổi, thúc đẩy giải phóng dịch tiết. Tác nhân trị liệu protein này được sản xuất trong các tế bào buồng trứng của chuột đồng Trung Quốc.

## Xơ nang
Dornase alfa là tác nhân trị liệu gần đây nhất được phát triển với cơ chế hoạt động cơ bản này. Trước khi nhân bản enzyme người, bò DNase I đã có mặt trên thị trường trong nhiều năm, mặc dù tiện ích của nó bị hạn chế bởi phản ứng kháng nguyên vốn có đối với protein bò trong phổi của bệnh nhân. Các DNase khác, chẳng hạn như DNase II, cũng có tiềm năng điều trị, nhưng không có DNase nào khác được đưa ra thị trường cho bệnh nang nang.
Dornase alfa là một loại thuốc mồ côi.

## Chống chỉ định
- Quá mẫn với dornase alfa
- Quá mẫn cảm với sản phẩm tế bào buồng trứng của chuột đồng Trung Quốc

## Kinh tế
Dornase alpha 1000 đơn vị (1   mg / ml) 2,5ml (2500 đơn vị) = £ 18,52 (GBP)

## Sử dụng ngoài nhãn
Dornase alfa gần đây đã được chứng minh để cải thiện chức năng phổi ở phi nang xơ trẻ non xẹp phổi nơi các liệu pháp khác đã thất bại.